# Axel Stoll
Axel Stoll (ngày 30 tháng 10 năm 1948 – ngày 28 tháng 7 năm 2014) là một nhà lý thuyết âm mưu và nhà địa vật lý bí truyền cực hữu người Đức. Ông đã chấp bút nhiều cuốn sách, bao gồm quyển Hochtechnologie im Dritten Reich và Das Wissen um die unterdrückte Physik - Ein Buch von Axel Stoll, kết hợp các quan niệm vật lý lỗi thời như hiệu ứng Coandă với giả khoa học, UFO học và vô số thuyết âm mưu khác nhau, đặc biệt liên quan đến Đệ tam Đế chế. Stoll khá nổi tiếng ngay tại nước Đức thông qua việc đăng các video kể lể thuyết âm mưu của mình lên YouTube cũng như qua nhiều cuộc phỏng vấn khác nhau.
Tạp chí Vice từng mô tả ông "có lẽ là nhà lý thuyết âm mưu nổi tiếng nhất của Đức".

## Tiểu sử
Axel Stoll chào đời tại quận Pankow, Berlin nước Đức. Ông theo học ngành địa chất tại Đại học Greifswald và tốt nghiệp hạng ưu tú. Sau khi ra trường, ông tới Potsdam làm việc tại ban nghiên cứu địa lý học và vũ trụ học theo lời mời gọi của Viện Vật lý Trung ương Địa cầu (ZIPE) thuộc Viện Hàn lâm Khoa học Cộng hòa Dân chủ Đức.
Ông miệt mài với hoạt động nghiên cứu tại đây và rồi ít lâu sau học lên tiến sĩ với đồ án tốt nghiệp mang tên về nhịp điệu/tính chu kỳ và mối tương quan của vùng địa dư Saxon cao hơn vùng phía tây Altmark công bố ngày 16 tháng 10 năm 1984. Bản luận văn này dưới sự hướng dẫn tỉ mỉ của giáo sư Gerhard Katzung trong vai trò cố vấn tiến sĩ và được coi là thông tin tuyệt mật cho đến tận năm 1988, vì Stoll chịu trách nhiệm xử lý địa chất của khu vực biên giới nội địa nước Đức thời đó.
Ngày 28 tháng 7 năm 2014, nhà chức trách đã phát hiện Stoll qua đời ngay trong căn hộ của mình.

## Thuyết âm mưu

### Thế chiến thứ hai
Một số thuyết âm mưu của Axel Stoll tập trung vào Thế chiến thứ hai. Tác giả tin tưởng Đức Quốc xã đã kéo tới chiếm đóng Mặt Trăng chờ đợi thời cơ phản công châu Âu sau khi Wehrmacht thất bại trước quân Đồng Minh.

### Aldebaran và thuyết chủng tộc
Axel Stoll nghĩ rằng chủng tộc Aryan thực sự là người ngoài hành tinh đến từ ngôi sao Aldebaran và Trái Đất chỉ là một hành tinh ngục tù cho kẻ nào dám làm điều sai trái. Theo ý kiến của ông, tất cả các chủng tộc đều chiến đấu hòng giành ưu thế bá chủ.

## Ấn phẩm
Axel Stoll đã viết một số lượng lớn sách chủ yếu đề cập đến các giả thuyết của ông về công nghệ chiến tranh và vật lý.
- Hoch-Technologien im antiken Indien? Sinus-Tangentus-Verlag, 2003
- Hochtechnologie im Dritten Reich. Kopp Verlag. 2004. ISBN 3-930219-85-9.
- Bis heute unterdrückt: das Wissen um die wahre Physik. Extrem Verlag. 2005. ISBN 3-935054-08-4.
- Hochtechnologien uralter Kulturen. Freier-Falke-Verlag. 2006. ISBN 978-3-935054-20-1.